# Urząd Dänischer Wohld
Urząd Dänischer Wohld (niem. Amt Dänischer Wohld) – urząd w Niemczech w kraju związkowym Szlezwik-Holsztyn, w powiecie Rendsburg-Eckernförde. Siedziba urzędu znajduje się w miejscowości Gettorf.
W skład urzędu wchodzi osiem gmin:
1. Felm
2. Gettorf
3. Lindau
4. Neudorf-Bornstein
5. Neuwittenbek
6. Osdorf
7. Schinkel
8. Tüttendorf